# Figura św. Józefa Oblubieńca w Mchach
Figura św. Józefa Oblubieńca – kapliczka znajdująca się w miejscowości Mchy w woj. wielkopolskim, obok wjazdu do pałacu mchowskiego od strony Niedźwiad.

## Historia
Kapliczka została ufundowana przez rodzinę hrabiego Mielżyńskiego, w podzięce za uratowanie małżeństwa przed rozpadem. Hrabia był fundatorem figurki Józef z Nazaretu, a hrabina figurki Matki Boskiej z Dzieciątkiem Jezus. Obie figury były zwrócone do siebie twarzami. Zimą 1942 roku młodzież z organizacji Hitlerjugend zniszczyła figurę św. Józefa a figurę Matki Boskiej wrzucono do stawu. Wyłowiła ją później Marianna Klinowska. W 1990 roku Rada Sołecka z sołtysem Jerzym Ratajczakiem postanowiła odtworzyć kapliczkę. W tym celu zakupiono nową figurkę św. Józefa, zbudowano postument. W dniu 1 maja 1991 roku odbyło się odsłonięcie nowej kapliczki.

## Opis
Kolumna zwieńczona kwadratową głowicą na której umieszczono figurę została ustawiona na trójstopniowym cokole. Gipsowa figura została kupiona za pieniądze sołeckie w Piekarach Śląskich. 